# Carrefour
Cet article concerne le carrefour routier. Pour l’enseigne d’hypermarchés, voir Carrefour (enseigne). Pour les autres significations, voir Carrefour (homonymie).

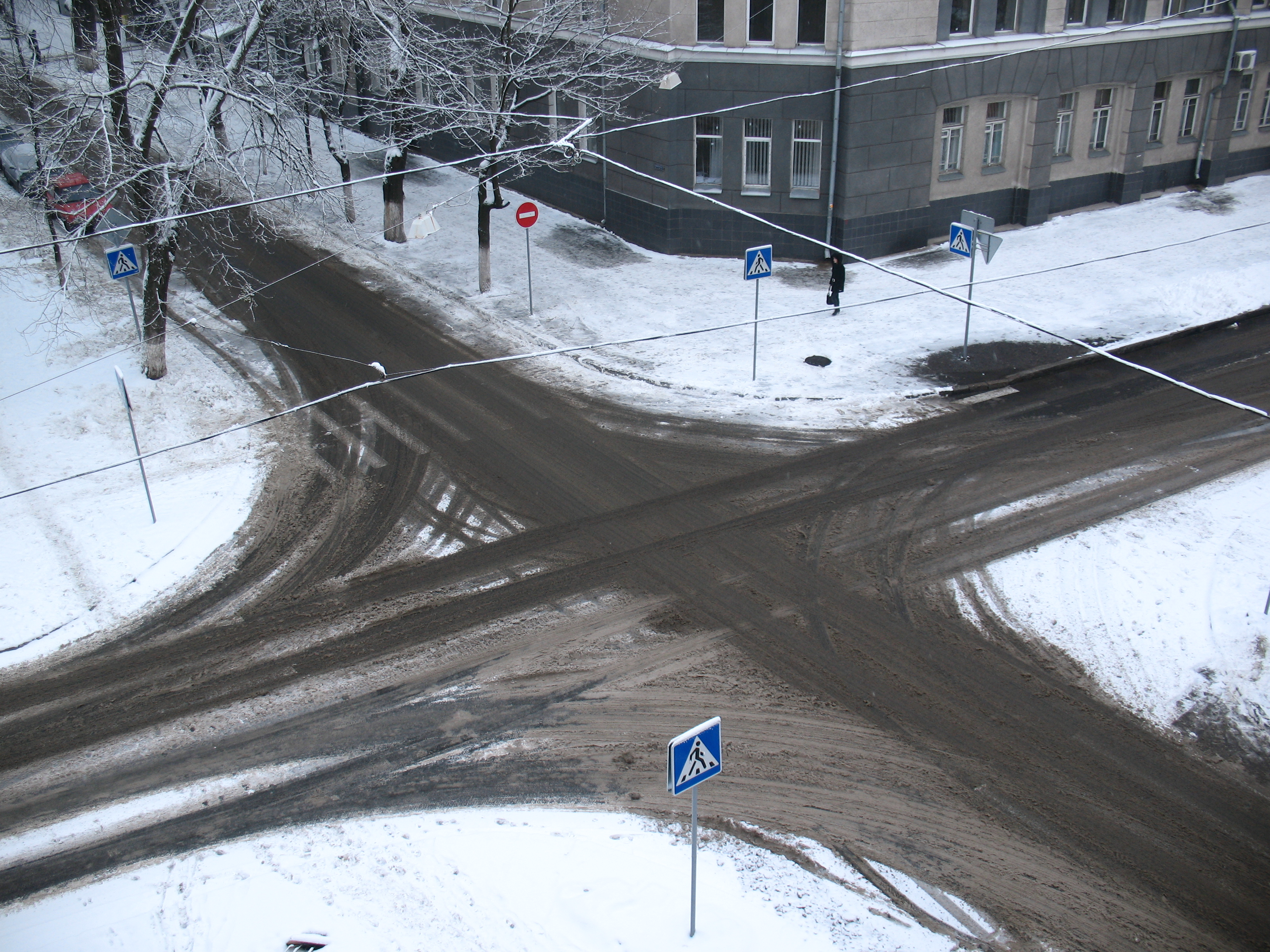
Un carrefour en hiver à Kharkiv (Ukraine).

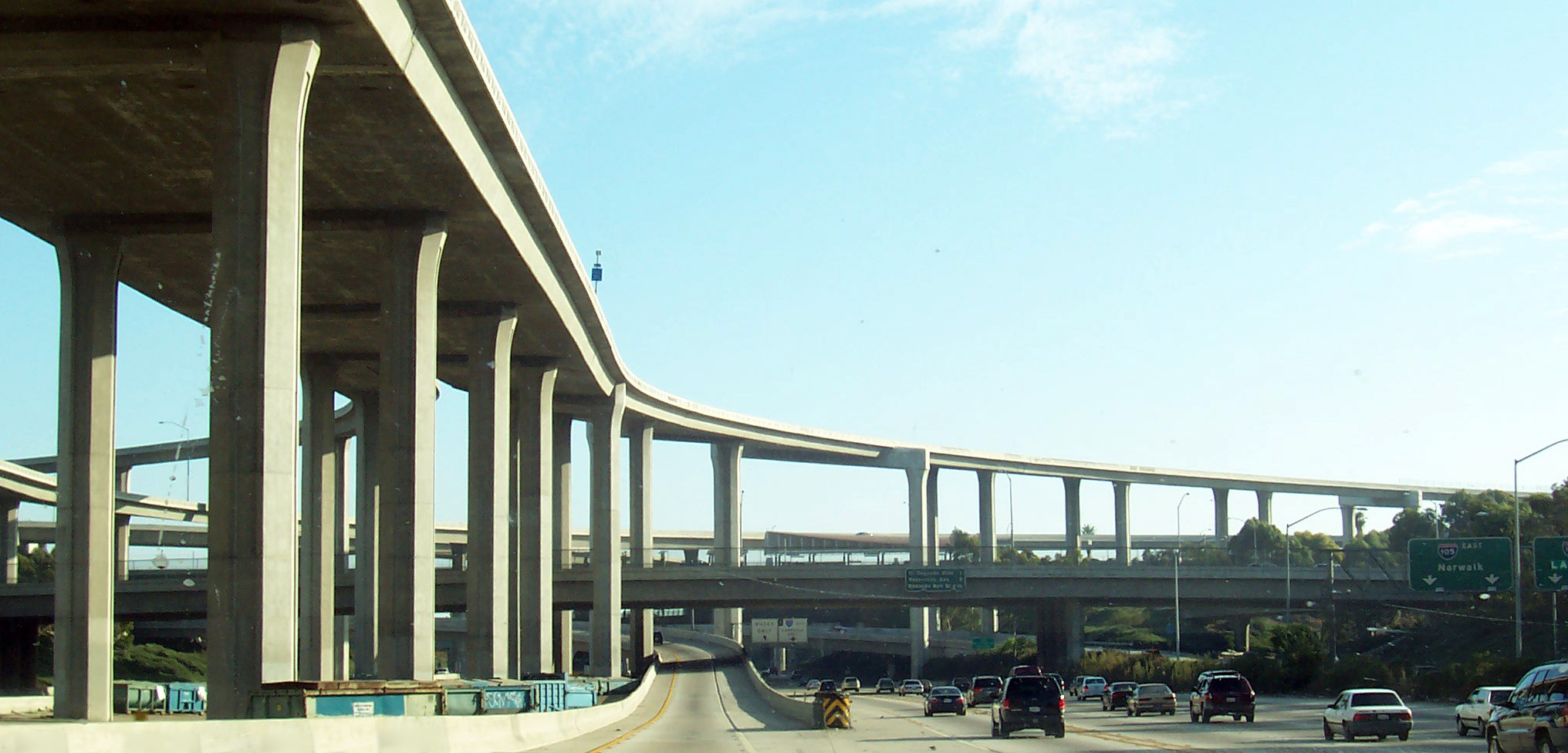
Carrefour de type échangeur à plusieurs niveaux à Los Angeles.

Au sens propre, un carrefour routier est une zone comprise à l’intérieur du prolongement des bordures (ou des rives) de deux chaussées qui se coupent à angle droit, ou presque droit. Plus généralement, il s’agit de la zone dans laquelle des véhicules circulant sur des routes qui se coupent à un angle quelconque peuvent se rencontrer.

## Étymologie
Le mot carrefour vient du bas latin quadrifurcus, qui a quatre fourches ou divisions, lui-même venant de quadri, quatre, et furca, fourche.

## Histoire
Les Romains réalisaient déjà des carrefours où les axes étaient diagonaux.

## Le carrefour dans le folklore et la mythologie
Le carrefour possède une riche et ancienne tradition mythologique et folklorique. Depuis l'Antiquité et peut-être le Néolithique, le carrefour est un lieu inquiétant, voué aux puissances surnaturelles et qui joue un rôle important dans l'histoire de la mythologie mondiale, du folklore et de la sorcellerie comme on le voit dans d'innombrables contes et légendes. Dans la Grèce antique, Hécate était à la fois la déesse des carrefours et de la magie. Plus tard au Moyen Âge, c'est un des lieux favoris du sabbat des sorcières et de rencontre avec des êtres surnaturels. Sa sinistre réputation lui vaut de devenir des lieux d'exécution capitale et de sépulture infamantes. Depuis sa création, l'église catholique cherche à conjurer ces lieux diaboliques en les christianisant et marquant sa présence par des croix chrétiennes (qui présentent d'ailleurs une forme de carrefour). 

## Priorité

Exemple d'aménagement de carrefour.

La notion d'intersection suppose l'existence de règles ou de convention pour déterminer l'ordre de passage lorsque plusieurs usagers de la route se présentent simultanément sur différentes voies lorsqu'il n'y a pas de feux tricolores, de marquage au sol ou de panneau de signalisation. Cette situation peut se trouver dans les zones résidentielles ou dans les zones rurales. En France, cette situation se trouve dans toutes les zones et elle est fréquente.
Ainsi, la Convention de Vienne sur la circulation routière prévoit que « tout conducteur débouchant d’un sentier ou d’un chemin de terre sur une route qui n’est ni un sentier ni un chemin de terre est tenu de céder le passage aux véhicules circulant sur cette route.» .
Ces règles de priorité sont généralement fixées par la législation et/ou la réglementation locale tout en étant contrainte par la Convention de Vienne sur la circulation routière.
Les règles de passage peuvent être établies par la signalisation, par les feux, mais aussi par les voies (les trains sont prioritaires).

## Notion de branche
La branche est la portion de n’importe laquelle des chaussées raccordées au carrefour et située à l’extérieur de la zone du carrefour proprement dit.
On distingue deux types de branches :
- L’entrée est la partie de cette branche que parcourt la circulation qui se dirige vers le carrefour.
- La sortie est la partie de cette branche que parcourt la circulation lorsqu’elle quitte le carrefour.

## Carrefours plans

### Carrefour en T
Il s’agit d’un carrefour à trois branches dont l’une de ces branches est à peu près dans le prolongement d’une autre branche et dont la troisième coupe ce prolongement sous un angle compris entre 75 et 105°.

### Carrefour en Y

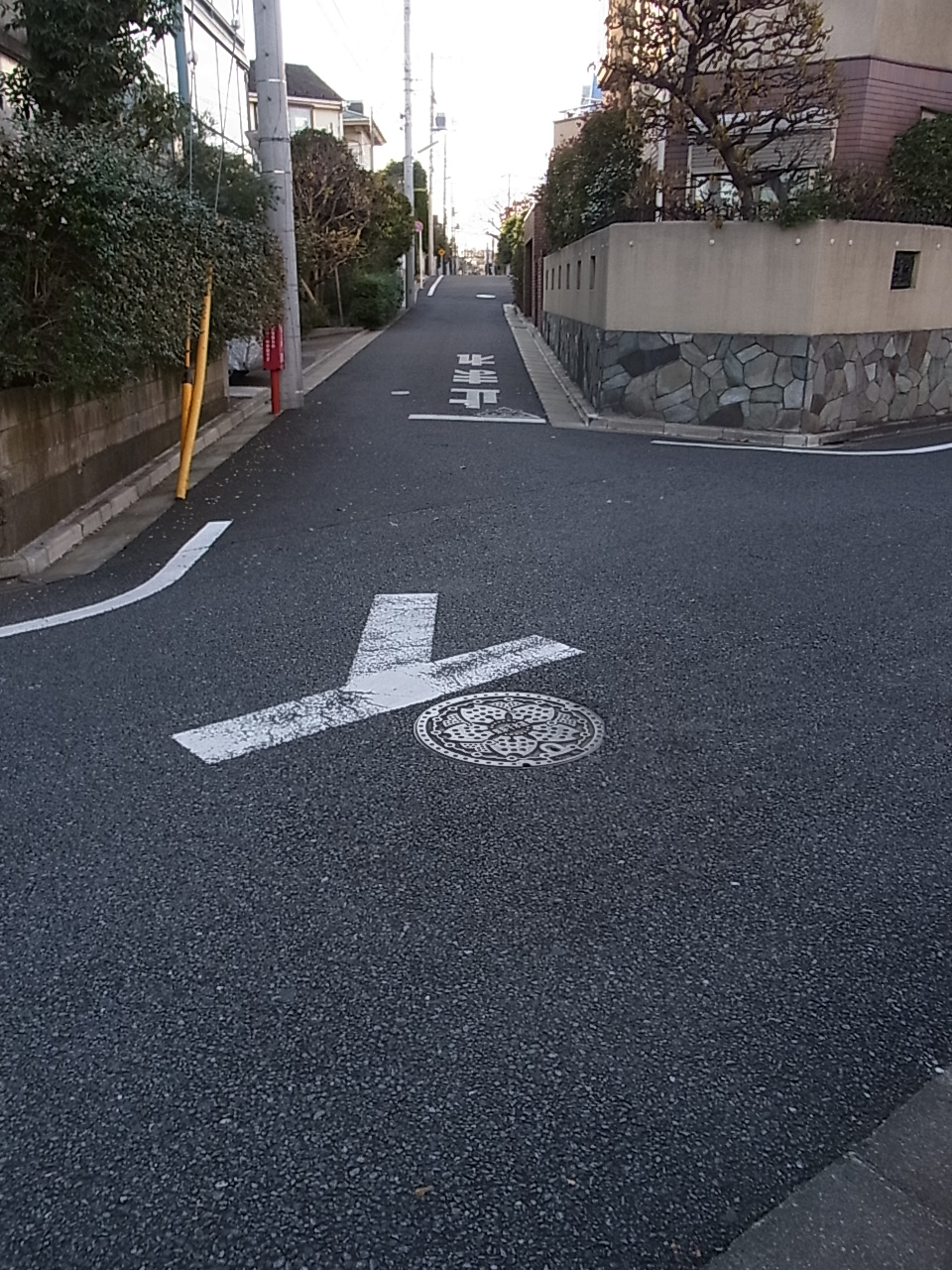
Un carrefour en Y au Japon.

Il s’agit d’un carrefour à trois branches dont l’une des branches est dans le prolongement d’une autre et dont la troisième branche coupe ce prolongement sous un angle inférieur à 75° ou supérieur à 105°.

### Carrefour en croix simple
Il s’agit d’un carrefour à quatre branches dont deux de ces branches sont à peu près dans le prolongement des deux autres branches et pour lequel l’angle de ces prolongements est de 75° ou davantage tout en restant inférieur à 105°.

### Carrefour en X
Il s’agit d’un carrefour à quatre branches dont deux branches sont à peu près dans le prolongement des deux autres, et pour lesquelles l’angle d’intersection de ces deux prolongements est inférieur à 75° ou supérieur à 105°.

### Carrefour à branches multiples
Un carrefour à branches multiples est un carrefour à cinq branches ou plus.

### Carrefour giratoire
Un carrefour giratoire est un carrefour à trois branches ou plus dans lequel les courants convergent puis divergent sur une chaussée à sens unique entourant un îlot central ; la circulation sur cette chaussée se fait dans le sens inverse des aiguilles d’une montre (dans les pays où on roule à gauche, la circulation s’effectue dans le sens des aiguilles d’une montre).

## Carrefours dénivelés
Un carrefour dénivelé est un ensemble de deux ou plusieurs routes qui se croisent sur des niveaux séparés par le biais d’un ou de plusieurs ouvrages d’art. Cela permet à la circulation de chacune de ces routes de couper la circulation de toutes les autres routes sans conflits.

### Échangeur autoroutier

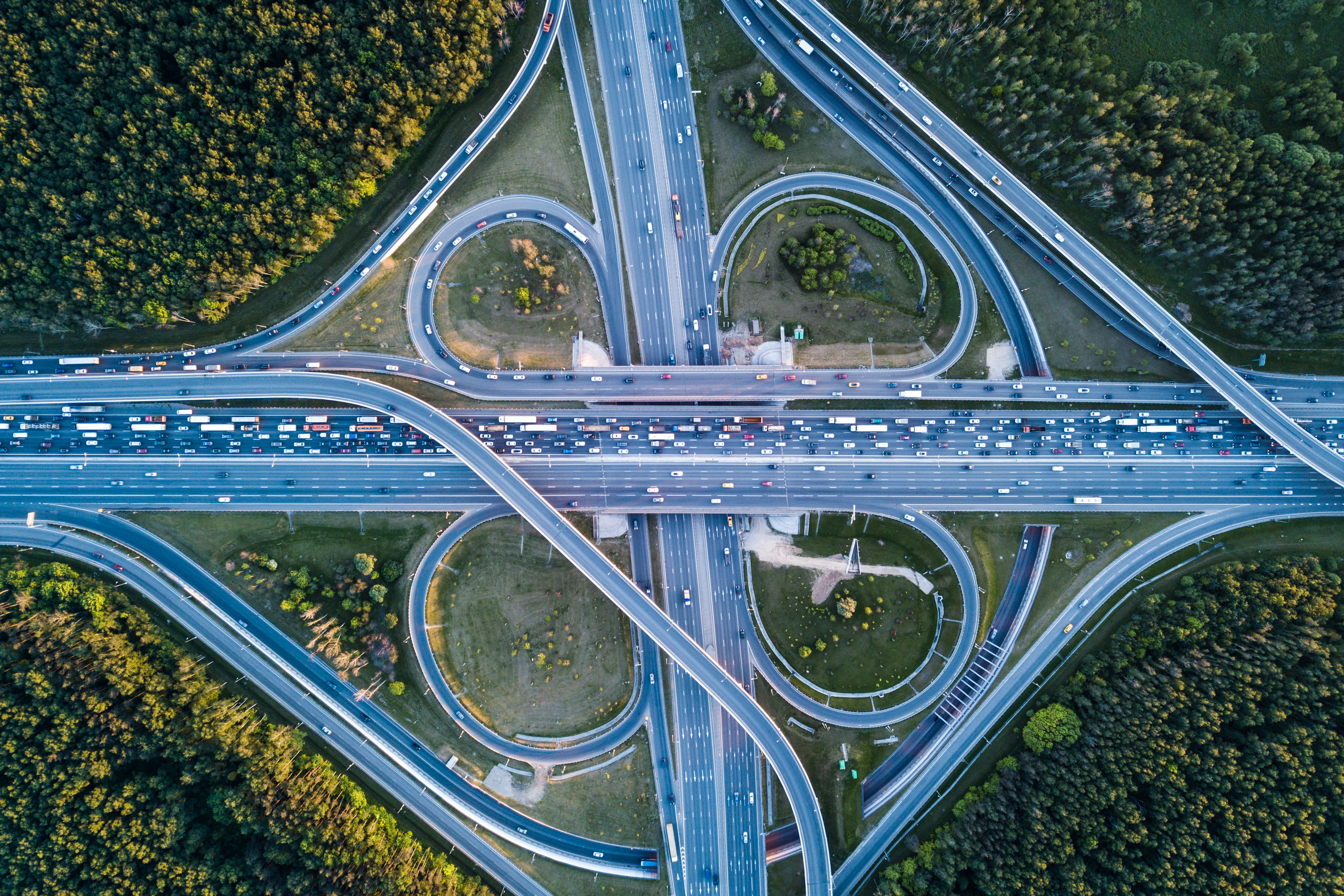
Vue aérienne d'un échangeur autoroutier.

Un échangeur est un carrefour dénivelé entre deux ou plusieurs autoroutes. On parle de nœud autoroutier pour un échangeur entre plusieurs autoroutes, 
Dans les cas les plus complexes, les chaussées peuvent s’étager sur quatre niveaux différents.
Un échangeur peut être complet (bidirectionnel) ou partiel (donnant accès à une seule direction de l’autoroute).

### Diffuseur
Un diffuseur est un carrefour dénivelé entre une autoroute et le réseau routier.
Il peut être complet (s’il permet d’entrer et de sortir de l’autoroute dans les deux sens) ou incomplet. Un demi-diffuseur comporte une entrée et une sortie en sens inverse.

## Accidents

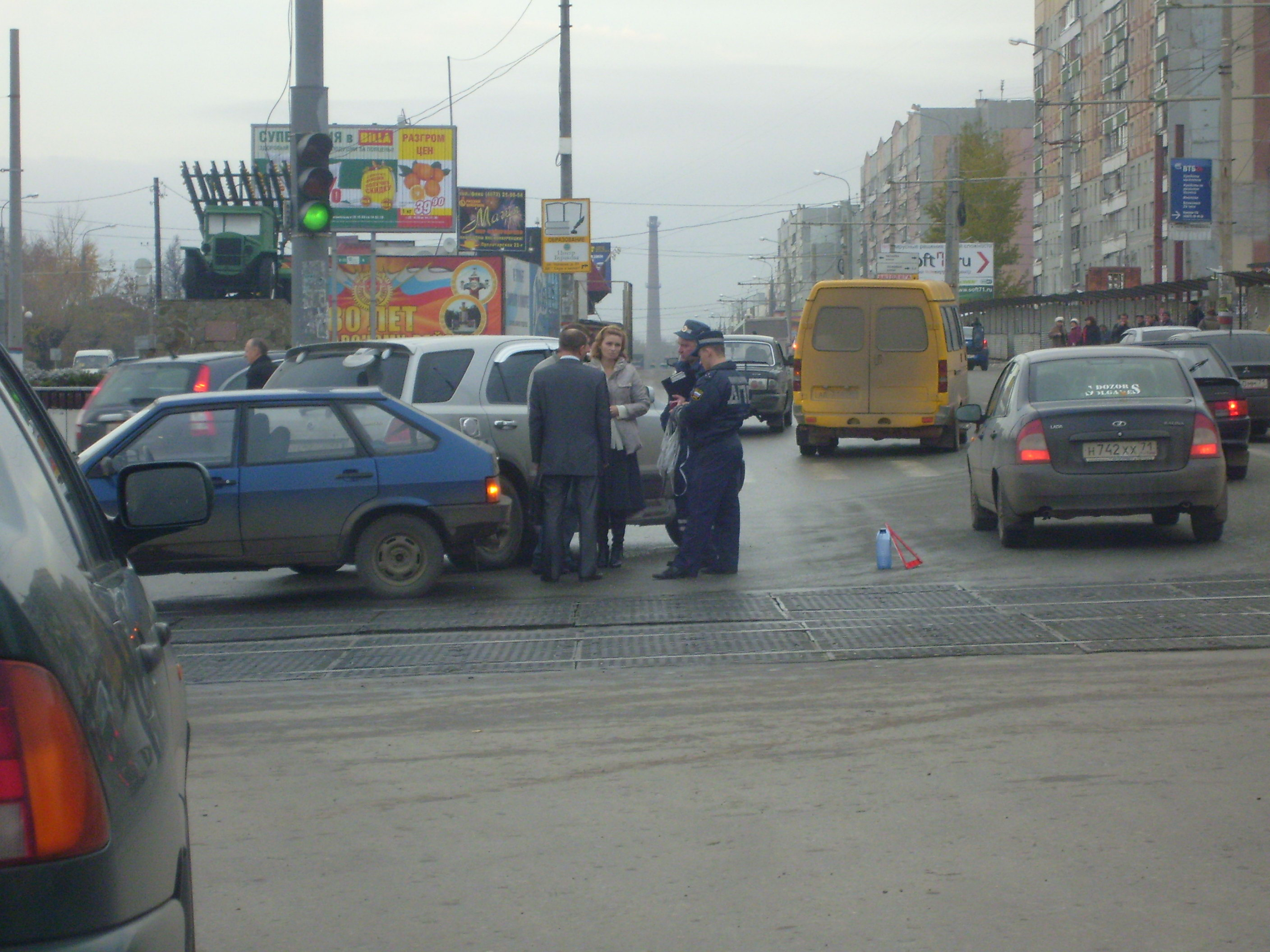
Après une collision à un carrefour à Toula (Russie) en 2009.

Les carrefour peuvent être le cadre d'accidents de la route.
En France, pour les collisions entre un véhicule de tourisme et un cycliste, les situations connues comme étant à risque sont :
- collision à angle droit (cisaillement) ;
- tourne-à-gauche du véhicule léger, avec cycliste arrivant en face ;
- tourne-à-droite du véhicule léger, le cycliste circulant dans le même sens ;
- tourne-à-gauche du vélo, avec le véhicule léger tournant à gauche ou allant en face.

En France, 7,8 % des accidents mortels pour un piéton et 20,1 % de ceux non mortels ont lieu à une intersection :
- 23 % piétons traversant venant de la droite ;
- 13 % piétons traversant venant de la gauche ;
- 13 % piétons traversant en aval d'une intersection ;
- 12 % piétons traversant, initialement masqués ;
- 10 % piétons traversant après tourne à gauche ;
- 5 % piétons traversant après tourne à droite ;
- 6 % marche arrière ;
- 3 % piéton longeant la voie dans le même sens que le véhicule motorisé.

Une étude américaine de 2010 indique que le fait de tourner à gauche est impliqué dans 61% des accidents survenant à des intersections aux États-Unis ; la suppression de cette possibilité — par logiciel de navigation ou par signalisation routière — réduirait l'accidentologie, la consommation de carburant et la pollution.